# 管稷
管稷（1544年—？），字子安，號悦斋，浙江紹興府餘姚縣人，軍籍，明朝政治人物。

## 生平
隆慶元年（1567年）丁卯科浙江鄉試第七名舉人，五年（1571年）中式辛未科會試第二百十四名，二甲第六十三名進士。通政司觀政，授刑部主事，萬曆五年（1577年）调兵部，升员外郎，六年升兵部武選司郎中，七年出為饒州府知府，萬曆十一年（1583年）二月升湖廣按察司副使、兵備辰沅。十四年致仕。

## 家族
曾祖管銘；祖父管淮；父管奎，母陳氏。慈侍下。兄管州（兵部司務）、管府（知縣）、管杰、管集（衛經歷）、管和、管棐（聽選官），弟管檠、管準、管黍。